# 火猫直播
火猫直播，是一个中国大陆以游戏直播为主的视频直播分享网站，2014年成立，该网站主要以游戏视频直播为主，也有体育、综艺、娱乐等内容。

## 诉讼
1月16日，火猫TV的拥有方耀宇公司发布公函称，斗鱼TV擅自盗播Dota 2亚洲邀请赛，并蓄意对其平台主播散播不实消息，称其拥有赛事版权，严重侵犯了火猫的利益。2015年7月，耀宇公司已经起诉斗鱼直播平台，并索赔数千万人民币。

## 争议
2015年7月，imbaTV的两位创始人BBC与海涛分别发微博，指责火猫TV盗播imbaTV的节目，并将imbaTV LOGO抹去。随后，火猫平台修改了旗下许多频道的直播代码，并附上了imbaTV主、副舞台的直播间。BBC与海涛也删除了相关微博。

## 外部連結
- 官方网站